# Croton stenophyllus
Croton stenophyllus är en törelväxtart som beskrevs av August Heinrich Rudolf Grisebach. Croton stenophyllus ingår i släktet Croton och familjen törelväxter. Inga underarter finns listade i Catalogue of Life.